# Thedford, Ontario
Thedford är en ort i Kanada.   Den ligger i provinsen Ontario, i den sydöstra delen av landet, 600 km sydväst om huvudstaden Ottawa. Thedford ligger 209 meter över havet.